# Ainring
Ainring là một đô thị ở huyện Berchtesgadener Land, Upper Bayern, Đức, gần biên giới với Áo.

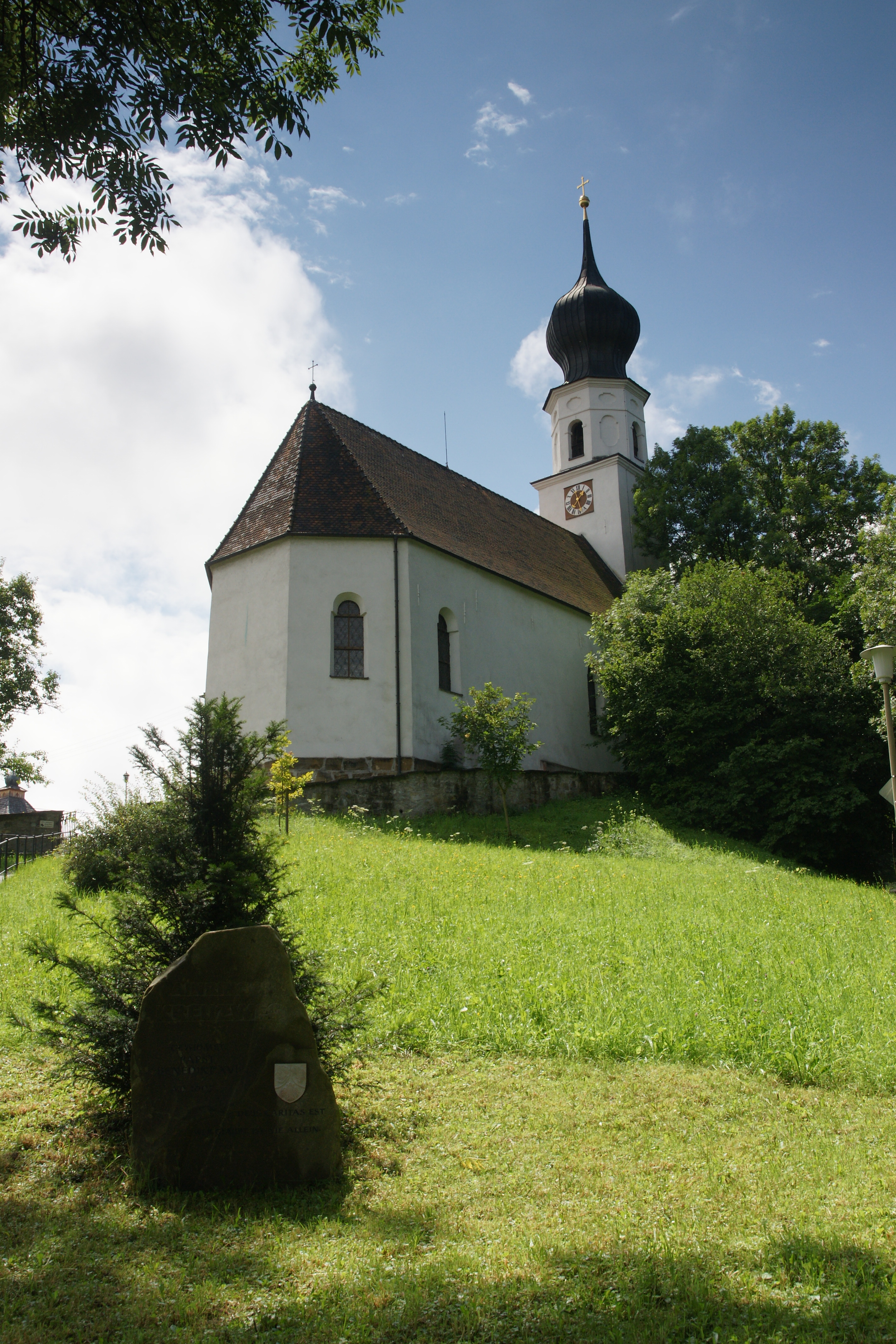